# Cuauhtlequetzqui

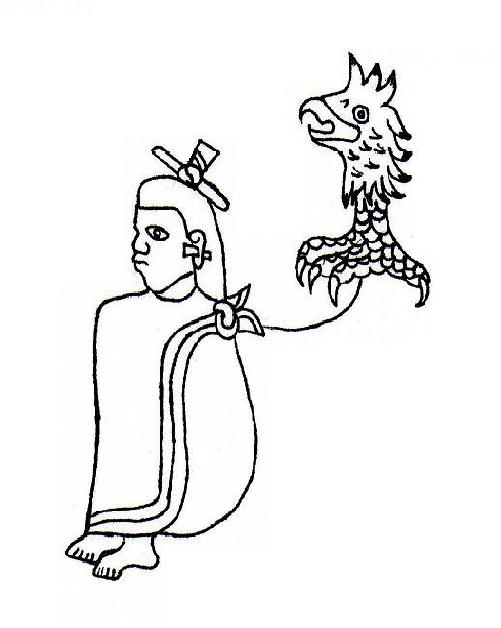
Dibujado sobre la base de varios códices.

Correctamente sería Cuauhtliquetzqui "águila que se alza". (del náhuatl: cuauhtli, águila ‘quetza, alzar,’‘-qui, terminación de nombres de agente.’)
Existen varios personajes con este nombre. El más importante probablemente nació entre 1250 y 1260, su padre también se llamaba Cuauhtlequetzqui, hecho que es parte de la confusión. Además el personaje es proyectado al pasado, haciéndolo el primer cuauhtlahto "al salir" de Aztlán, así escrito por Chimalpain.

## Desarrollo de momentos importantes
Su participación histórica está excesivamente mitificada. Su primera intervención fue como capitán general en la guerra contra los texcaltepecas-malinalcas en 1281, donde se destacó al capturar a Copil, el capitán rival, y tomar a su mujer Xicomoyahualtzin de quienes nació Cohuatzontli. 
En el mito, se menciona que Copil es hijo de Malinalxoch, hermana de Huitzilopochtli. Esta mujer fue abandonada de manera deshonrosa en Malinalco y juró vengarse a través de su hijo. Pero, al fracasar en el sitio de Chapoltepec (1281), la campaña de Copil se volvió la simiente del símbolo de fundación, por lo que el mito tendría la función de legitimar derechos de los tenochcas sobre otros pueblos además de vincularse "teogónicamente" con los matlatzincas.
Con la victoria en Chapoltepec, Cuauhtlehquetzqui fue nombrado señor del lugar y los mexitin lograron su propia Excan Tlahtoloyan (triple alianza o confederación) entre Huixachtitlan-Cuauhmixtitlan- Chapoltepec.
Cuauhtlequetzqui solo gobernó cinco años, ya que los de Teotenanco intentan recuperar la zona del bosque de Chapoltepec en 1285. Los invasores fueron repelidos, sin embargo, el caudillo murió en la batalla final.

## Relevancia del personaje
La historia de Cuauhtlequetzqui es parte de una versión suprimida y modificada, según la forma indígena de escribir la historia, que en esencia no buscaba borrarla, sino "ajustarla" al discurso oficial. 
Cuando los mexica-tenochcas ascienden al poder en 1430, comienzan a reelaborar los relatos de su origen, su intención era mostrar que el pueblo había tenido un origen humilde, que míticamente compartían el mismo origen, pero sobre todo, quisieron demostrar que su nobleza era descendiente de los soberanos toltecas y colhuas. 
En esencia, todos los pueblos del posclásico elaboraron un discurso histórico-político que buscaba realzar sus conexiones sanguíneas con los señoríos más importantes de cada momento histórico. 

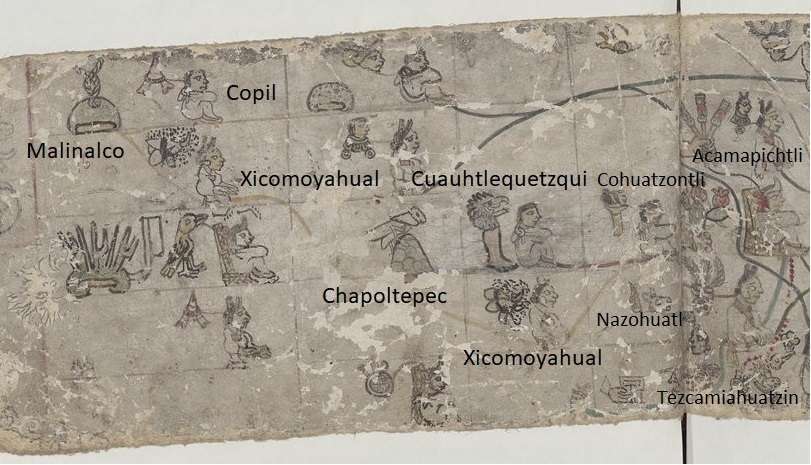
Lámina 16 del Códice mexicanus. Se observan la mayoría de los personajes mencionados en el árbol de abajo.

Los mexicas minimizaron dos versiones de sus orígenes, una de ellas establece que su nobleza provenía de los matlatzincas-malinalcas, quienes les proporcionaron el derecho a gobernar. De manera fragmentaria se encuentran alusiones a personajes y lugares en las crónicas coloniales, pero las evidencias más claras son el Códice mexicanus y una sección genealógica en el Códice Chimalpahin (Tena, 2012:271-273), dónde se encuentra que Cuauhtlequetzqui es tatarabuelo de Huitzilihuitl, de igual manera, aclara otros dos puntos:
1) Por qué es importante también Acacihtli. Quien es colocado a su vez en el tiempo remoto (1205-1219) como sucesor de Cuauhtlequetzqui, primer cuauhtlahto. Acacihtli en esta versión es el abuelo de Huitzilihuitl. 
2)Malinalxochitl y Copil, no son sólo personajes míticos. El mito fue creado para transmitir el mensaje de "un corte" y "rechazo" a ese origen malinalca. 
Para una mayor claridad veamos el árbol genealógico sacado por Chimalpahin de un Documento señorial de Santa María Cuepopan. 
|               |               |               |               |               |               |              |              | Chimalcuauhtli (Malinalco) | Chimalcuauhtli (Malinalco) | Chimalcuauhtli (Malinalco) | Chimalcuauhtli (Malinalco) | Chimalcuauhtli (Malinalco)  | Chimalcuauhtli (Malinalco)  |                             |                             | Malinalxoch                 | Malinalxoch                 | Malinalxoch            | Malinalxoch            | Malinalxoch                | Malinalxoch                |                            |                            |                            |                            |             |             |             |             |           |           |                          |                          |                          |                          |                          |                          |            |            |            |            |            |            |            |            |  |  |  |  |  |  |  |  |  |  |
|               |               |               |               |               |               |              |              | Chimalcuauhtli (Malinalco) | Chimalcuauhtli (Malinalco) | Chimalcuauhtli (Malinalco) | Chimalcuauhtli (Malinalco) | Chimalcuauhtli (Malinalco)  | Chimalcuauhtli (Malinalco)  |                             |                             | Malinalxoch                 | Malinalxoch                 | Malinalxoch            | Malinalxoch            | Malinalxoch                | Malinalxoch                |                            |                            |                            |                            |             |             |             |             |           |           |                          |                          |                          |                          |                          |                          |            |            |            |            |            |            |            |            |  |  |  |  |  |  |  |  |  |  |
|               |               |               |               |               |               |              |              |                            |                            |                            |                            |                             |                             |                             |                             |                             |                             |                        |                        |                            |                            |                            |                            |                            |                            |             |             |             |             |           |           |                          |                          |                          |                          |                          |                          |            |            |            |            |            |            |            |            |  |  |  |  |  |  |  |  |  |  |
|               |               |               |               |               |               |              |              |                            |                            |                            |                            | Copil (tlahtoani)           |                             |                             |                             |                             |                             |                        |                        |                            |                            |                            |                            |                            |                            |             |             |             |             |           |           |                          |                          |                          |                          |                          |                          |            |            |            |            |            |            |            |            |  |  |  |  |  |  |  |  |  |  |
|               |               |               |               |               |               |              |              |                            |                            |                            |                            |                             |                             |                             |                             |                             |                             |                        |                        |                            |                            |                            |                            |                            |                            |             |             |             |             |           |           |                          |                          |                          |                          |                          |                          |            |            |            |            |            |            |            |            |  |  |  |  |  |  |  |  |  |  |
|               |               |               |               |               |               |              |              |                            |                            |                            |                            | Azcaxochtzin (Xicomoyahual) | Azcaxochtzin (Xicomoyahual) | Azcaxochtzin (Xicomoyahual) | Azcaxochtzin (Xicomoyahual) | Azcaxochtzin (Xicomoyahual) | Azcaxochtzin (Xicomoyahual) |                        |                        | Cuauhtlequetzqui 1260-1285 | Cuauhtlequetzqui 1260-1285 | Cuauhtlequetzqui 1260-1285 | Cuauhtlequetzqui 1260-1285 | Cuauhtlequetzqui 1260-1285 | Cuauhtlequetzqui 1260-1285 |             |             |             |             |           |           | Acxocuauhtli (Colhuacan) | Acxocuauhtli (Colhuacan) | Acxocuauhtli (Colhuacan) | Acxocuauhtli (Colhuacan) | Acxocuauhtli (Colhuacan) | Acxocuauhtli (Colhuacan) |            |            |            |            |            |            |            |            |  |  |  |  |  |  |  |  |  |  |
|               |               |               |               |               |               |              |              |                            |                            |                            |                            | Azcaxochtzin (Xicomoyahual) | Azcaxochtzin (Xicomoyahual) | Azcaxochtzin (Xicomoyahual) | Azcaxochtzin (Xicomoyahual) | Azcaxochtzin (Xicomoyahual) | Azcaxochtzin (Xicomoyahual) |                        |                        | Cuauhtlequetzqui 1260-1285 | Cuauhtlequetzqui 1260-1285 | Cuauhtlequetzqui 1260-1285 | Cuauhtlequetzqui 1260-1285 | Cuauhtlequetzqui 1260-1285 | Cuauhtlequetzqui 1260-1285 |             |             |             |             |           |           | Acxocuauhtli (Colhuacan) | Acxocuauhtli (Colhuacan) | Acxocuauhtli (Colhuacan) | Acxocuauhtli (Colhuacan) | Acxocuauhtli (Colhuacan) | Acxocuauhtli (Colhuacan) |            |            |            |            |            |            |            |            |  |  |  |  |  |  |  |  |  |  |
|               |               |               |               |               |               |              |              |                            |                            |                            |                            |                             |                             |                             |                             |                             |                             |                        |                        |                            |                            |                            |                            |                            |                            |             |             |             |             |           |           |                          |                          |                          |                          |                          |                          |            |            |            |            |            |            |            |            |  |  |  |  |  |  |  |  |  |  |
|               |               |               |               |               |               |              |              |                            |                            |                            |                            |                             |                             |                             |                             | Cohuatzontli                | Cohuatzontli                | Cohuatzontli           | Cohuatzontli           | Cohuatzontli               | Cohuatzontli               |                            |                            |                            |                            |             |             |             |             |           |           | Nazohuatl                | Nazohuatl                | Nazohuatl                | Nazohuatl                | Nazohuatl                | Nazohuatl                |            |            |            |            |            |            |            |            |  |  |  |  |  |  |  |  |  |  |
|               |               |               |               |               |               |              |              |                            |                            |                            |                            |                             |                             |                             |                             | Cohuatzontli                | Cohuatzontli                | Cohuatzontli           | Cohuatzontli           | Cohuatzontli               | Cohuatzontli               |                            |                            |                            |                            |             |             |             |             |           |           | Nazohuatl                | Nazohuatl                | Nazohuatl                | Nazohuatl                | Nazohuatl                | Nazohuatl                |            |            |            |            |            |            |            |            |  |  |  |  |  |  |  |  |  |  |
|               |               |               |               |               |               |              |              |                            |                            |                            |                            |                             |                             |                             |                             |                             |                             |                        |                        |                            |                            |                            |                            |                            |                            |             |             |             |             |           |           |                          |                          |                          |                          |                          |                          |            |            |            |            |            |            |            |            |  |  |  |  |  |  |  |  |  |  |
|               |               |               |               |               |               |              |              |                            |                            |                            |                            |                             |                             |                             |                             |                             |                             |                        |                        |                            |                            |                            |                            |                            |                            |             |             |             |             |           |           |                          |                          |                          |                          |                          |                          |            |            |            |            |            |            |            |            |  |  |  |  |  |  |  |  |  |  |
| Macuilxochitl | Macuilxochitl | Macuilxochitl | Macuilxochitl | Macuilxochitl | Macuilxochitl |              |              | Chimallaxochitl            | Chimallaxochitl            | Chimallaxochitl            | Chimallaxochitl            | Chimallaxochitl             | Chimallaxochitl             |                             |                             | Acacihtli (Teyacanqui)      | Acacihtli (Teyacanqui)      | Acacihtli (Teyacanqui) | Acacihtli (Teyacanqui) | Acacihtli (Teyacanqui)     | Acacihtli (Teyacanqui)     |                            |                            | Cuetlaxquen                | Cuetlaxquen                | Cuetlaxquen | Cuetlaxquen | Cuetlaxquen | Cuetlaxquen |           |           | Tepan                    | Tepan                    | Tepan                    | Tepan                    | Tepan                    | Tepan                    |            |            | Cuetlaxoch | Cuetlaxoch | Cuetlaxoch | Cuetlaxoch | Cuetlaxoch | Cuetlaxoch |  |  |  |  |  |  |  |  |  |  |
| Macuilxochitl | Macuilxochitl | Macuilxochitl | Macuilxochitl | Macuilxochitl | Macuilxochitl |              |              | Chimallaxochitl            | Chimallaxochitl            | Chimallaxochitl            | Chimallaxochitl            | Chimallaxochitl             | Chimallaxochitl             |                             |                             | Acacihtli (Teyacanqui)      | Acacihtli (Teyacanqui)      | Acacihtli (Teyacanqui) | Acacihtli (Teyacanqui) | Acacihtli (Teyacanqui)     | Acacihtli (Teyacanqui)     |                            |                            | Cuetlaxquen                | Cuetlaxquen                | Cuetlaxquen | Cuetlaxquen | Cuetlaxquen | Cuetlaxquen |           |           | Tepan                    | Tepan                    | Tepan                    | Tepan                    | Tepan                    | Tepan                    |            |            | Cuetlaxoch | Cuetlaxoch | Cuetlaxoch | Cuetlaxoch | Cuetlaxoch | Cuetlaxoch |  |  |  |  |  |  |  |  |  |  |
|               |               |               |               |               |               |              |              |                            |                            |                            |                            |                             |                             |                             |                             |                             |                             |                        |                        |                            |                            |                            |                            |                            |                            |             |             |             |             |           |           |                          |                          |                          |                          |                          |                          |            |            |            |            |            |            |            |            |  |  |  |  |  |  |  |  |  |  |
|               |               |               |               | Acamapichtli  | Acamapichtli  | Acamapichtli | Acamapichtli | Acamapichtli               | Acamapichtli               |                            |                            |                             |                             |                             |                             | Zocatlamiahuatzin           | Zocatlamiahuatzin           | Zocatlamiahuatzin      | Zocatlamiahuatzin      | Zocatlamiahuatzin          | Zocatlamiahuatzin          |                            |                            |                            |                            |             |             | Tenzacatl   | Tenzacatl   | Tenzacatl | Tenzacatl | Tenzacatl                | Tenzacatl                |                          |                          | Cuauhixtli               | Cuauhixtli               | Cuauhixtli | Cuauhixtli | Cuauhixtli | Cuauhixtli |            |            |            |            |  |  |  |  |  |  |  |  |  |  |
|               |               |               |               | Acamapichtli  | Acamapichtli  | Acamapichtli | Acamapichtli | Acamapichtli               | Acamapichtli               |                            |                            |                             |                             |                             |                             | Zocatlamiahuatzin           | Zocatlamiahuatzin           | Zocatlamiahuatzin      | Zocatlamiahuatzin      | Zocatlamiahuatzin          | Zocatlamiahuatzin          |                            |                            |                            |                            |             |             | Tenzacatl   | Tenzacatl   | Tenzacatl | Tenzacatl | Tenzacatl                | Tenzacatl                |                          |                          | Cuauhixtli               | Cuauhixtli               | Cuauhixtli | Cuauhixtli | Cuauhixtli | Cuauhixtli |            |            |            |            |  |  |  |  |  |  |  |  |  |  |
|               |               |               |               |               |               |              |              |                            |                            |                            |                            |                             |                             |                             |                             |                             |                             |                        |                        |                            |                            |                            |                            |                            |                            |             |             |             |             |           |           |                          |                          |                          |                          |                          |                          |            |            |            |            |            |            |            |            |  |  |  |  |  |  |  |  |  |  |
|               |               |               |               |               |               |              |              |                            |                            | Huitzilihuitl              |                            |                             |                             |                             |                             |                             |                             |                        |                        |                            |                            |                            |                            |                            |                            |             |             |             |             |           |           |                          |                          |                          |                          |                          |                          |            |            |            |            |            |            |            |            |  |  |  |  |  |  |  |  |  |  |